# Brantmalört
Brantmalört (Artemisia tanacetifolia) är en flerårig ört av släktet Artemisia. Arten växer på kalkrik, relativt torr mark och har sin huvudutbredning i norra Asien och österut ända till Alaska. Det finns också en reliktförekomst som upptäcktes i augusti 2016 i Åsele lappmark i Sverige, vilket är den enda kända växtplatsen i Europeiska unionen.

## Utbredning
Brantmalörtens huvudutbredning är norra Asien, österut till Alaska. Dess västligaste kända palearktiska förekomst, utöver Sverige, är några få platser vid floden Pinega, öster om Archangelsk i norra delen av europeiska Ryssland.

### Förekomst i Sverige
I Sverige är arten bara känd från en plats i Åsele lappmark, där den återfanns första gången i augusti 2016, i Selbergets östra rasbrant. Detta är enda kända växtplatsen i Europeiska unionen, men artens etablering på platsen bedöms vara spontan. Förmodligen rör det sig om en relikt från perioden strax efter senaste inlandsisens tillbakadragande. Arten är sedan 2020 rödlistad som sårbar i Sverige.

## Utseende
Brantmalörten är en flerårig ört med jordstammar, och den bildar stora mattor av vegetativa skott med enstaka 50–90 cm höga skott. De gula blomkorgarna är 5–8 mm stora och sitter i en klase. Bladen, som påminner om renfanans rosettblad, är dubbelt parbladiga och ganska breda. Blomningen sker sent på säsongen, i Sverige i mitten till slutet av augusti. Den svenska förekomsten skiljer sig till viss del morfologiskt från arten i dess huvudsakliga utbredningsområde, bland annat genom sina större blomkorgar och ganska kala blad och stjälkar.

## Ekologi
Brantmalört växer på kalkrik, relativt torr blottad mark, ofta på krön och branter. Arten är dåligt känd men förökar sig troligen mestadels vegetativt.

## Namn
Artepitetet tanacetifolia betyder "renfanelika blad", eftersom bladen påminner om renfanans.